# Джучі
Джучі або царевич Джучі, Цар Джучі (монг. Зүчи, каз. Жошы, бл. 1184 — лютий 1227) — рідний або названий син Чингісхана та рідний син його першої дружини Борте-фуджин з племені конграт. Талановитий полководець, що брав участь у завоюванні Середньої Азії, командував самостійно загонами військ у низинах Сирдар'ї.
На честь його імені названо «Джучі улус» — спадкові землі монгольських ханів із роду Джучі (з 1224 року) в західній частині Монгольської імперії, відомий в історіографії як «Золота Орда».

## Походження
Чингісхан назвав свого найстаршого сина Джуші — «чужий», оскільки він був народжений після того, як головну дружину Чингісхана Борте було визволено з полону ворожого племені меркітів.

## Підкорення «лісових народів»
Як розповідає Таємна історія монголів, у 1207 році Чингісхан відправив Джучі на чолі війська на землі, що лежать на захід від Байкалу, для підкорення племен, що жили в лісах. Племена ті визнали панування монгольського хана без бою. У підсумку Джучі підкорилися такі лісові народи, як телекти, урсути та інші. Під тиском армії Джучі скорилися єнісейські киргизи, що проживали у верхів'ях Єнісею.
Загалом кампанія була дуже вдалою для Джучі та була високо оцінена Чингісханом, у якого склалася думка про військовий талант сина. Джучі отримав від батька землі племен, які він підкорив, що стало початком створення Улуса Джучі.

## Правління
Після завоювання західних ханатів лісових країн на півночі (1207/1209) Джучі отримав їх у своє керування. Джованні Да Плано Карпіні зустрів під час своєї подорожі його табір і самого Джучі з дружинами.
Усього було у Джучі 14 синів: Орда, Батий, Берке, Бекчетар, Шібан, Тангут, Бувал, Чилаукун, Шингкур, Чимпай, Мухаммед, Удур, Тука-Тимур, Шингкум.

## Смерть Джучі
Помер Джучі у віці близько 40 років. За переказами, похований у мавзолеї в теперішній Карагандинській області Казахстану за 50 км на північний схід від Жезказгану.
Його числе́нні нащадки отримали у володіння Хорезм, Дешт-и-Кипчак, Кавказ і країни на північ від Каспійського та Чорного морів, ще не завойовані.